# Garrulax ferrarius
El charlatán de Camboya (Garrulax ferrarius) es una especie de ave paseriforme de la familia Leiothrichidae endémica de Camboya. Anteriormente se consideraba conespecífico del charlatán cuelliblanco (Garrulax strepitans).

## Distribución y hábitat
Se encuentra únicamente en el suroeste de Indochina, en el suroeste de Camboya. Su hábitat natural son los bosques húmedos tropicales.